# کاتارینا لیندکویست
کتارینا لیندکوییست (سوئدی: Catarina Lindqvist؛ زاده ۱۳ ژوئن ۱۹۶۳) یک تنیس‌باز اهل سوئد است.